# ران فیلد
ران فیلد (انگلیسی: Ron Field; ۱۸ اکتبر ۱۹۳۳ – ۶ فوریهٔ ۱۹۸۹) طراح رقص، و کارگردان فیلم اهل ایالات متحده آمریکا بود.
وی همچنین برندهٔ جوایزی همچون جوایز امی شده‌است.